# جان کانر (بازیکن فوتبال، زاده ۱۹۱۴)
جان کانر (انگلیسی: John Connor؛ ۱ فوریه ۱۹۱۴ – ۱۹۷۸ (۶۳−۶۴ سال)) بازیکن فوتبال اهل بریتانیا بود.
از باشگاه‌هایی که در آن بازی کرده‌است می‌توان به باشگاه فوتبال بولتون واندررز و باشگاه فوتبال ترانمره راورز اشاره کرد.